# Одензее (замок)
Одензее (нем. Schloss Odensee, латыш. Odzienas muižas pils) — старинный дворцово-замковый комплекс в Айзкраукльском крае, в регионе Видземе, Латвия. Главное здание — одно из самых ярких образцов неоготических зданий в Прибалтике. Непосредственно замок является частью усадебного комплекса Одзиена, который впервые упоминается в документах 1455 года под названием Одензее. До земельной реформы 1920 года усадьба принадлежала остзейскому дворянскому роду фон Брюммер.

## История

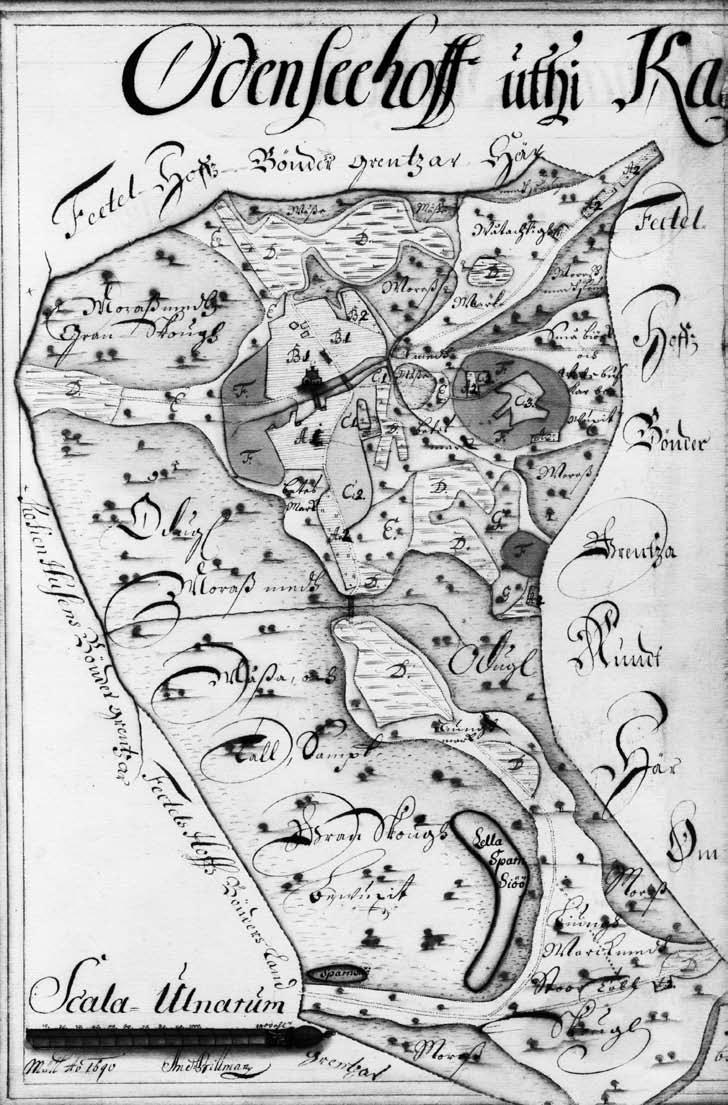
Территория имения Одензее на карте 1666 года

### Ранний период
В 1449 году Бертрам фон Тизенгаузен унаследовал поместье и приход Одензее от своего отца Энгельбрехта. Затем Бертрам продал имение своему брату Йоханну. В письменных источниках в 1457 и 1460 годах Йоханн фон Тизенгаузен упоминается как единоличный владелец Одензее.
Усадьба находилась в собственности рода фон Тизенгаузен до 1625 года. После этого король Швеции Густав II Адольф подарил земли Одензее и прилегающие территории, в том числе приход Виеталва, полковнику Иоганну Рейнгольду Штраусу фон Лаустейну.

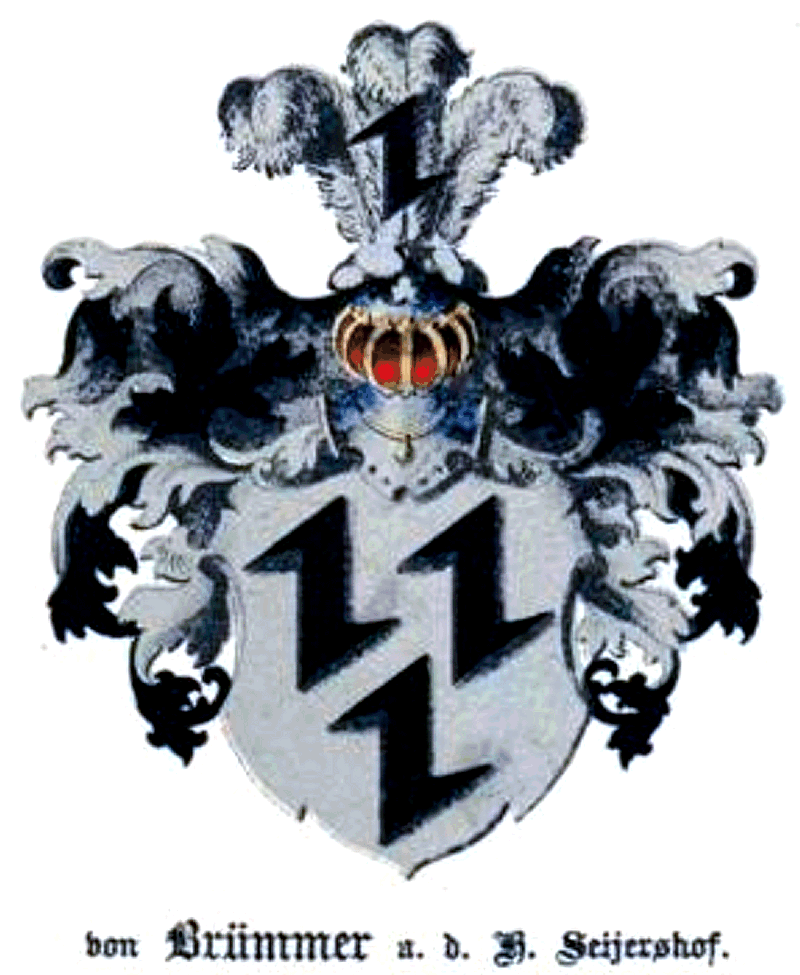
Герб рода фон Брюммер

### XVIII век
После завершения Северной войны, регион Видземе (Лифляндия) вошёл в состав Российской империи. В течение последующих двух десятилетий усадьба Одензее довольно часто меняла своих владельцев и управляющих. Поэтому не очень просто выяснить, что именно в этот период происходило на территории поместья.
В 1744 году российская императрица Елизавета Петровна подарила имение Одензее фельдмаршалу Петру Шувалову, который через год продал его майору Энгельбрехту фон Брюммеру. К тому моменту тот уже владел поместьем Гростон. Так на более чем полтора века Одензее оказалось в руках одной и той же семьи.

### XIX века
Фон Брюмеры оказались весьма рачительными и предприимчивыми хозяевами. На росте доходов благоприятно отразилась и отмена крепостного права на территории Курземе, Видземе и Латгалии. Так, согласно документам 1836 года владельцам поместья Одензее принадлежали 21 здание, три трактира, две мельницы, восемь амбаров и три усадьбных жилых дома. Главный усадебный дом был представлял из себя двухэтажное здания. Первый этаж был построен из камня, а второй — из дерева.
Рудольф Фридрих Адриан фон Бриммер (1809—1888) решил возвести замок в неоготическом стиле. Основной объём работ проводился в 1860-е годы. Так появилась просторная резиденция с высокой башней в северо-восточной части.

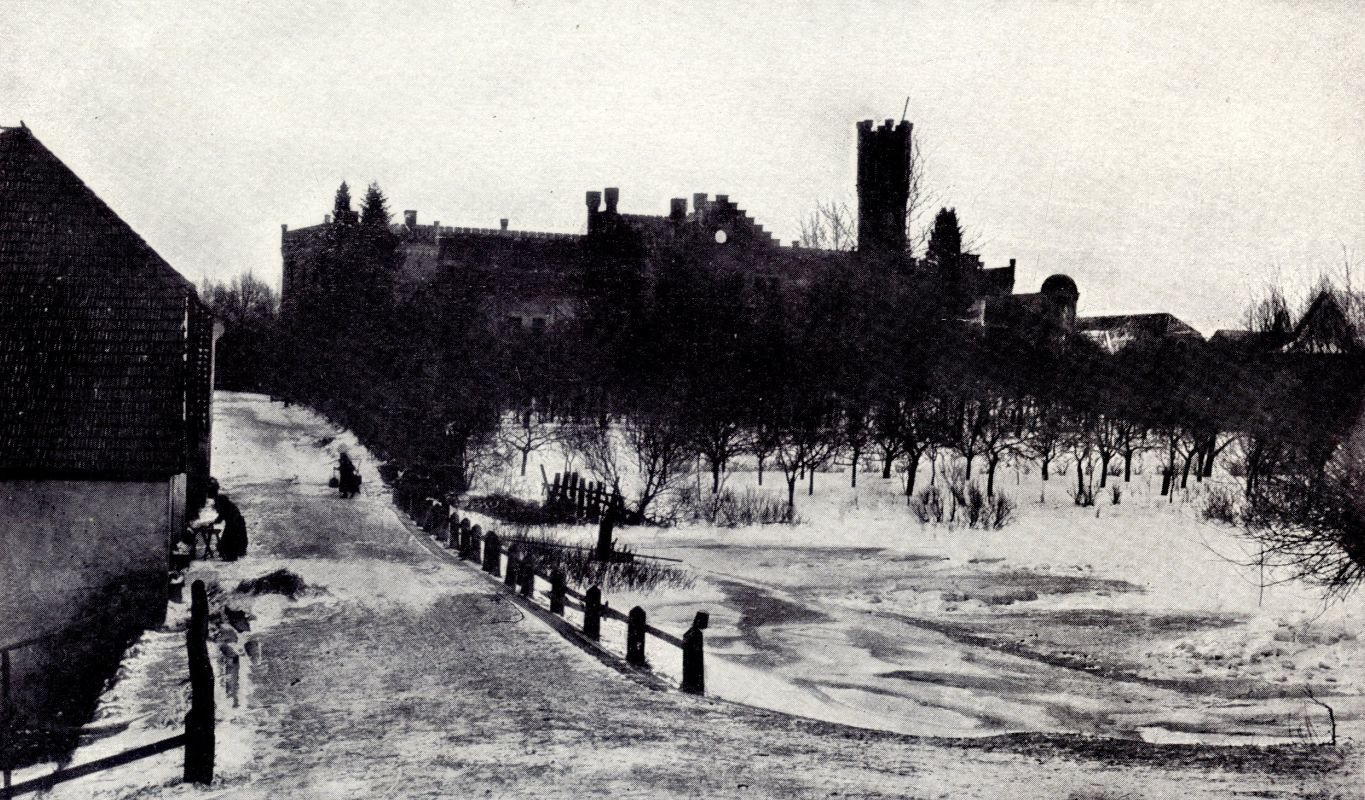
Руины замка после пожара 1905 года

### XX век
Во время революции 1905 года взбунтовавшиеся крестьяне сожгли комплекс. На сохранившихся фотографиях сгоревшего замка видно, что внутри помещения полностью выгорели. Но внешние стены и высокая башня оказались весьма прочными и не обрушились. 8 марта 1906 года был составлен акт осмотра сгоревшего замка. Из которого документа следует, что главное каменное здание пострадало больше всего, но сохранились круглая двухэтажная башня в левой части и оранжерея. Частично сохранились помещения цокольного этажа. Замок не был застрахован, а его владельцы во время крестьянского бунта отсутствовали. Поэтому точную сумму ущерба никто так и не назвал.
Филипп Энгельбрехт Михаэль фон Брюммер, сын Рудольфа Фридриха, провёл восстановительные и реставрационные работы в сгоревшем здании. Однако Во время Первой мировой войны замок был полностью разграблен. Масштабного пожара в главном здании к счастью не было, но сгорели несколько других усадебных построек.
После земельной реформы 1920 года замок Одензее вместе с другими усадьбами, принадлежавшими роду фон Брюмер, был национализирован. Общая площадь отторгнутых территорий составила площадь 2428,60 путрвиет (1 пурвите = 0,37161 га). Сам комплекс с той поры стал официально именоваться Одзиена. Вскоре право государственной собственности на поместье Одзиена было подтверждено особым документом Министерства земледелия. Бывшие владельцы из семьи фон Брюммер не удовлетворился оставленной им в частное владение территорией и подали официальную жалобу. В результате их претензии на несправедливый итоги национализации Сенат Латвии (высшая судебная инстанция страны) признал обоснованными и отменил прежнее решение Центральной земельной комиссии. 18 мая 1923 года была утверждена новая неотчуждаемая часть старого имения, которую передавали прежним владельцам. Её общая площадь была гораздо меньше прежних владений, но всё же составляла внушительные 159,80 пурвиет. Границы этих земель 7 августа того же года определил геодезист 3-го класса А. Клетниексом.
В 1920-х годах акционеры Молочного товарищества «Одзиена» планировали отремонтировать здания бывшего усадебного центра, пришедшее в годы Первой мировой войны в полный упадок. Но из-за недостатка средств эта идея так и осталась нереализованной. В 1937 году Управление памятников культуры Латвии исключило замковый комплекс бывшей усадьбы из списка охраняемых памятников.
Во времена Латвийской ССР здание частично использовалось для административных нужд и как культурно-досуговый объект. В бывшем замке котором располагались дом культуры, библиотека, а также жилые квартиры. Перед главным здание комплекса проходились ежегодные праздничные гуляния и концерты.

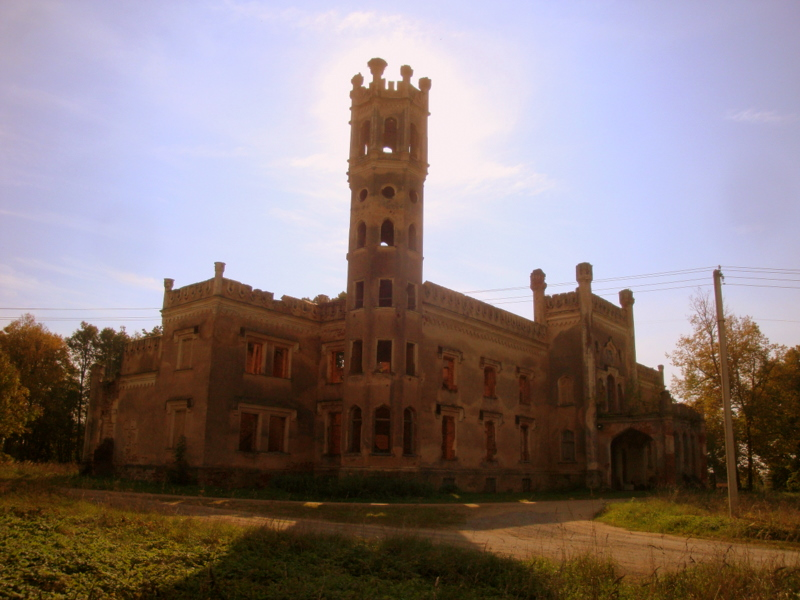
Замок до реставрации

### XXI век
После возрождения независимой Латвии возник вопрос о полноценной реставрации бывшего замка. Масштабные работы долгое время сдерживались отсутствием необходимых средств. В 2012 году был отремонтирован гостевой дом («Паб»), а в 2014-м домик садовника и здание бывшего молочного завода, который в настоящее время является пивоварней («Замковая пивоварня»). Кроме того, были проведены масштабные работы по благоустройству окружающих территорий. Непосредственно в замке удалось отремонтировать крышу правого крыла. С 2015 года в пяти обновленных залах внутри комплекса проходят различные культурно-массовые мероприятия. Планировалось полностью завершить реставрацию Одзиене к 2020 году, но работы так не удалось завершить.

## Описание
Замок Одензее является одним из самых впечатляющих комплексов в неоготическом стиле Латвии. В 1860-е годы этот стиль вошёл в моду. В тот же период времени в Европе появились и другие неготические замки. В частности Китендорф в Германии и Бедлево в Польше.
Главное здание вытянуто с запада на восток и обращено главным фасадов к северу. В центральной части находится более высокий корпус, а в восточном крыле возвышается 7-этажная башня. С верхней площадки открывались виды на окрестности. К сожалению сведений об авторе проекта замка Одензее в архивных документах не обнаружено. Значительное сходство архитектурно-стилистического решения большого и выразительного замка в стиле неоготики с другими подобными европейскими комплексами свидетельствует об использовании типовых проектов.

## Галерея

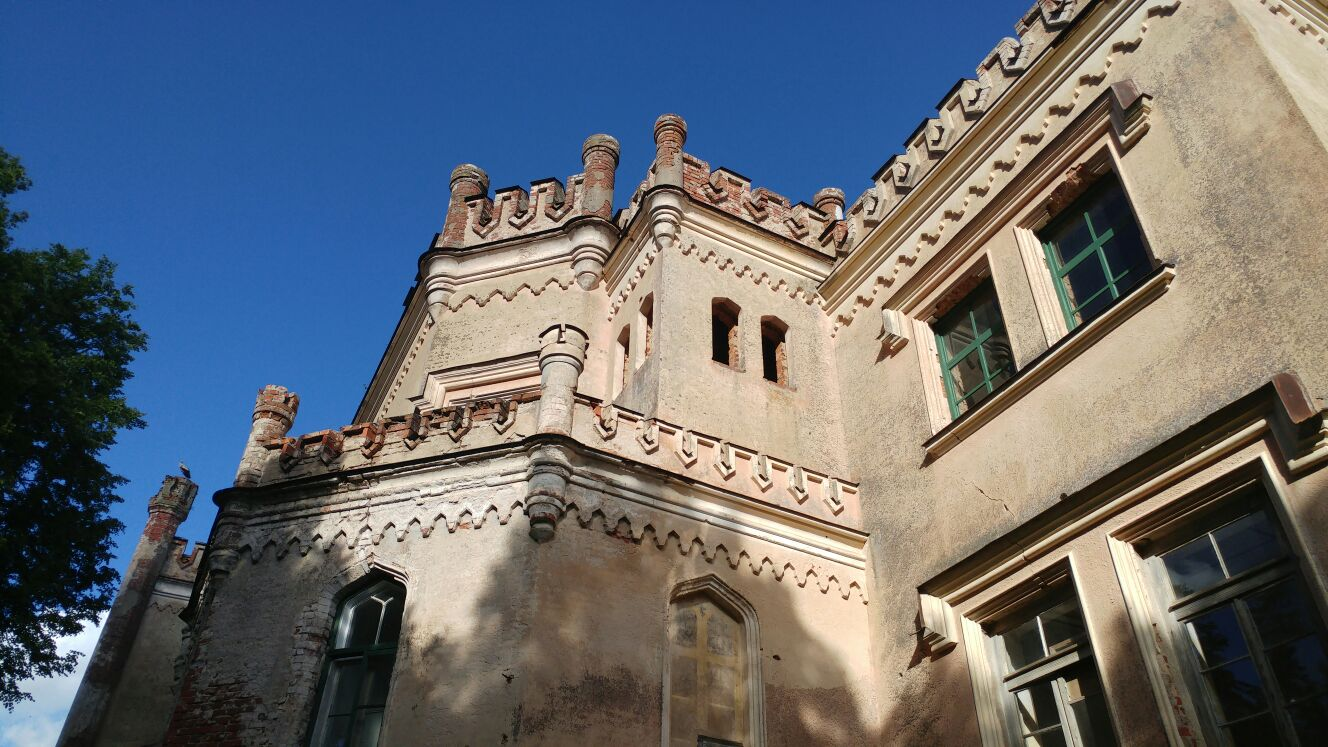
Частично восстановленная часть замка
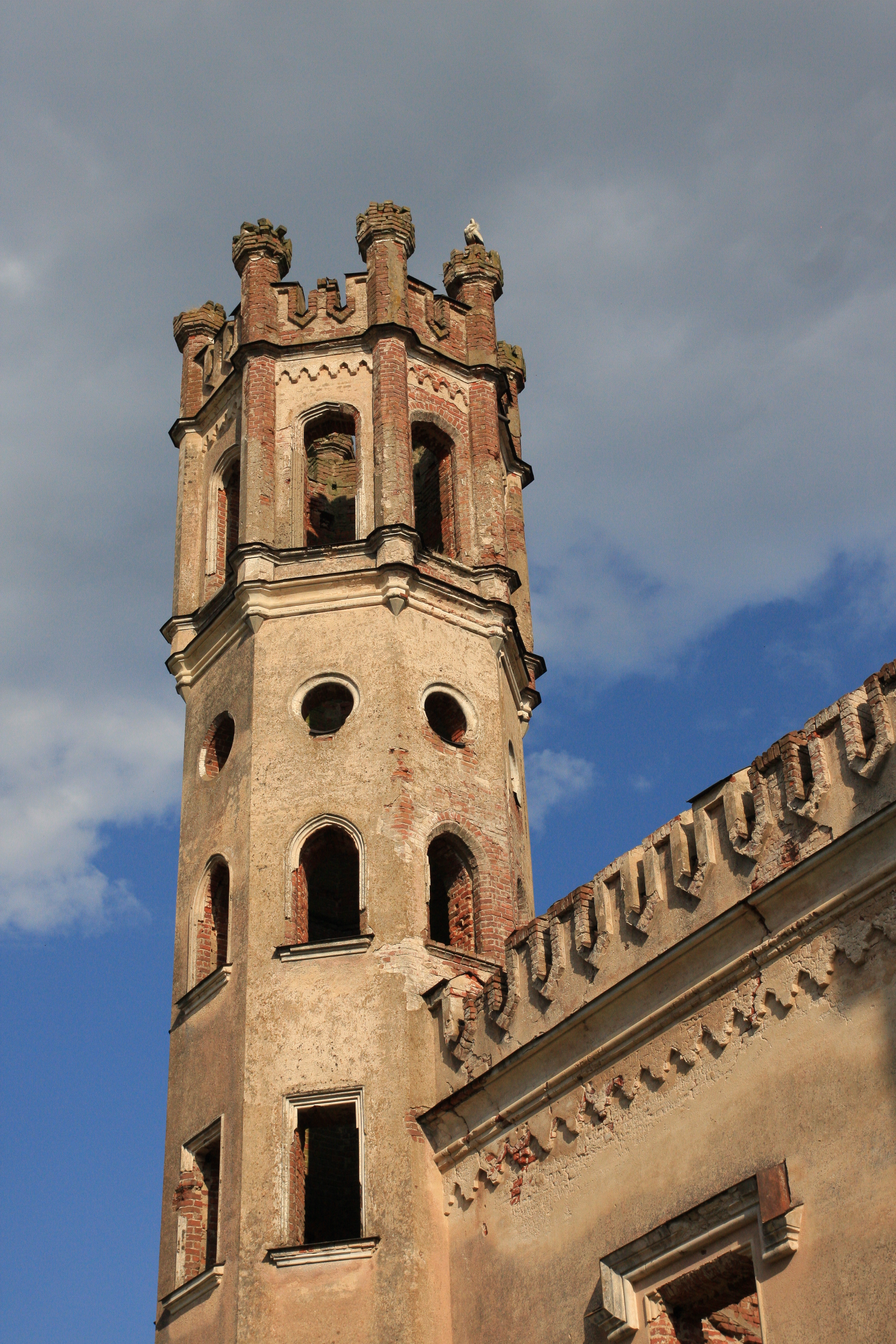
Главная башня
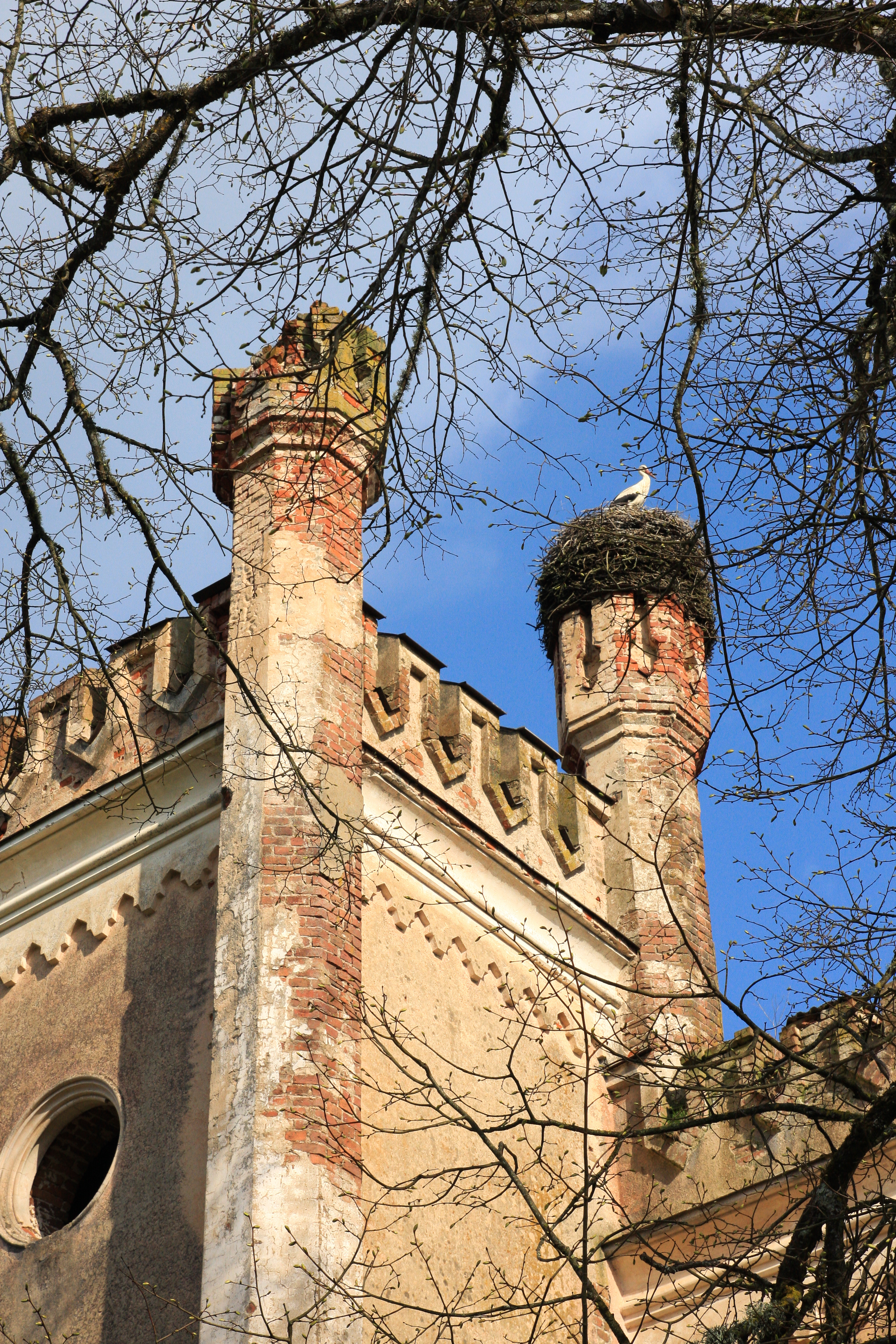
Одна из декоративных башенок с гнездом аиста
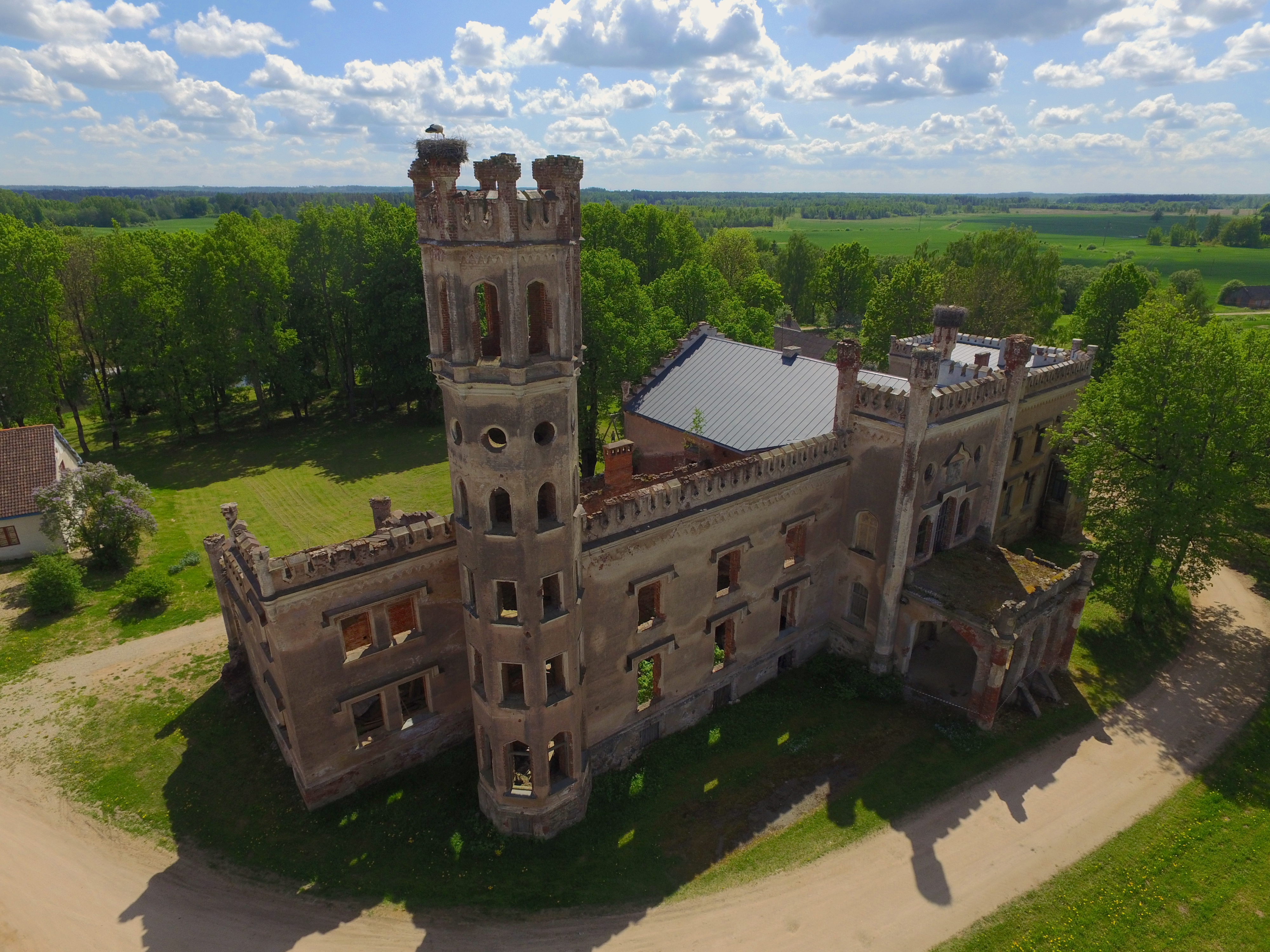
Вид комплекса с северной стороны
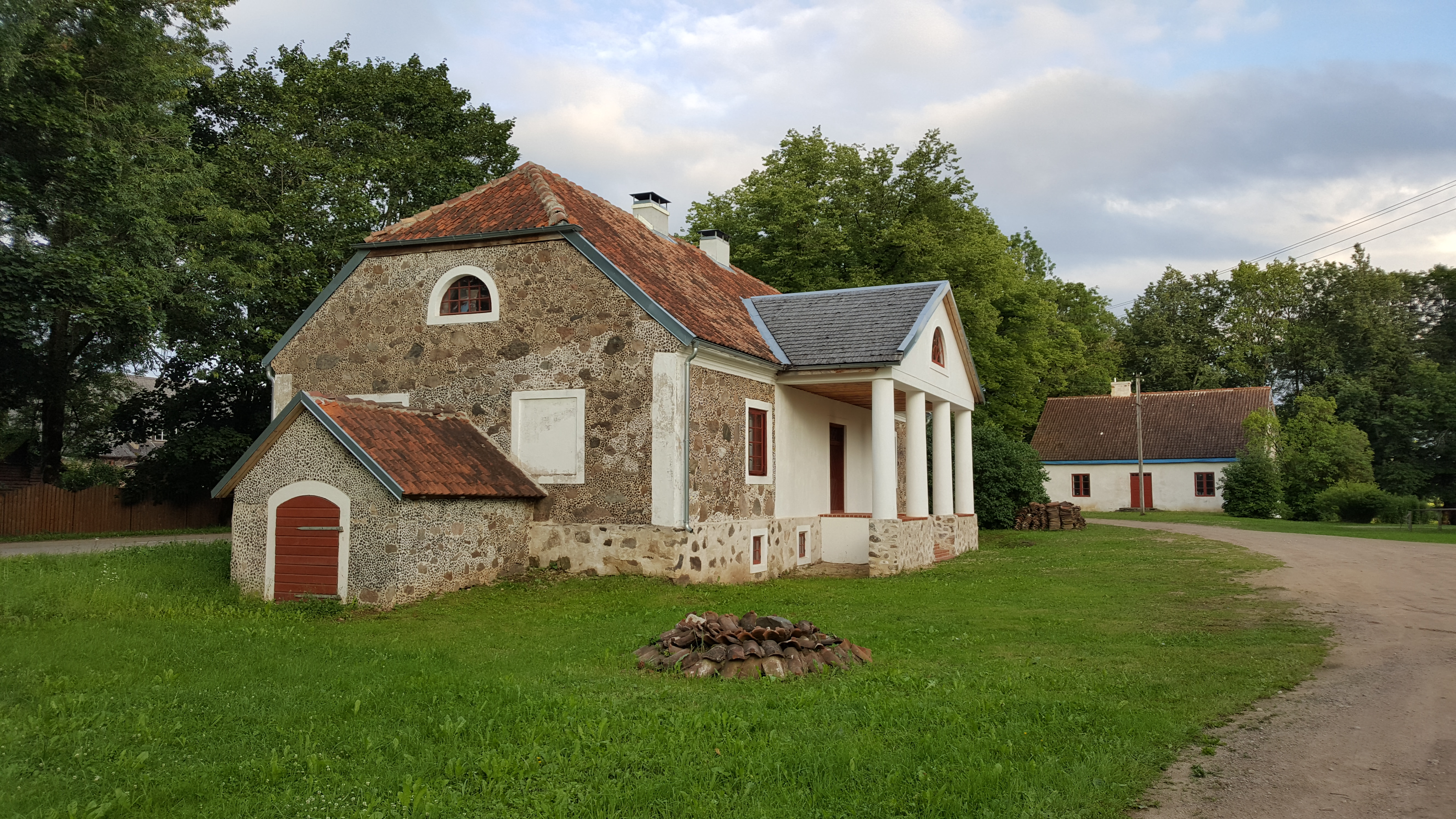
Отреставрированное здание усадебного комплекса